# Britain First
Britain First (Nederlands: 'Brittannië Eerst') is een Brits-nationalistische politieke partij en beweging opgericht in 2011 door voormalig leden van de British National Party (BNP). De partij wordt geleid door voormalig BNP-gemeenteraadslid Paul Golding en werd opgericht door Jim Dowson, een anti-abortusactievoerder die connecties heeft met Ulster-loyalistische militanten.
Britain First voert campagne tegen immigratie, multiculturalisme en de islamisatie van het Verenigd Koninkrijk. De partij maakt zich sterk voor de traditionele Britse cultuur. De groep is geïnspireerd op het Ulster-loyalisme en heeft een pressiegroep genaamd Britain First Defence Force. De groep trok de aandacht door directe acties uit te voeren zoals demonstraties bij huizen van vermeende islamisten, en 'Christian patrols' bij en 'invasies' van Britse moskeeën. Ook voert de groep actie online. De groep beweert christelijk te zijn, maar alle grote christelijke denominaties in het VK keuren de groepering af. De partij heeft meegedaan aan verkiezingen voor het House of Commons, het Europees Parlement en de burgemeestersverkiezing van Londen. In geen van de verkiezingen behaalde de partij succes.